# Cremastus scitulus
Cremastus scitulus är en stekelart som beskrevs av Dasch 1979. Cremastus scitulus ingår i släktet Cremastus och familjen brokparasitsteklar. Inga underarter finns listade i Catalogue of Life.